# 一山東区

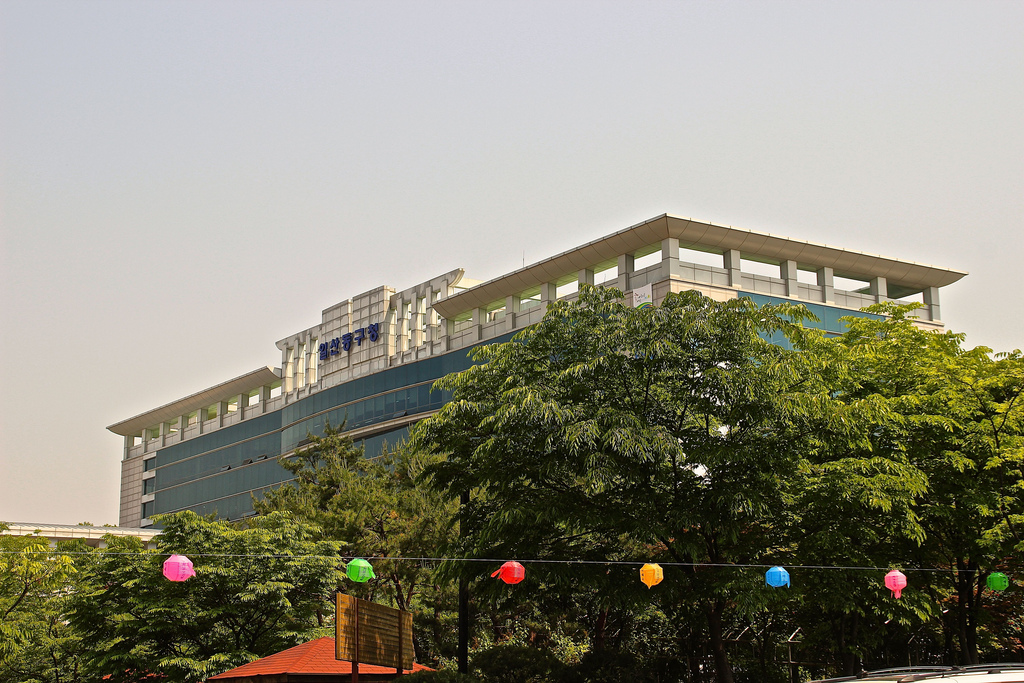
一山東区庁

一山東区（イルサンドンく）は、大韓民国京畿道高陽市の区のうちの一つ。一山ニュータウンと呼ばれる新興都市を含む。

## 地理
高陽市に3つある行政区のうち中央部にある区で、東に徳陽区、西に一山西区がある。北には坡州市と隣接する。南は漢江に接し、対岸は金浦市である。

### 映画・ドラマの街
一山新都市は、数多くのドラマ・映画のロケ地として有名な街である。2007年に文化放送のスタジオ棟「MBCドリームセンター」が区内に開設され、一山西区にあるSBSの一山制作センターとともにテレビ番組制作の拠点となっている。韓流映画・ドラマの人気にあやかり、「韓流ワールド」の建設が進められている。
韓流ワールド
一山湖水公園南に造成予定。テーマパーク、文化施設、ホテル、商業施設などの複合エンターテインメント施設。
2004年に計画発表、2008年5月29日着工。事業者選定が延期されたりするなど、大幅に遅れている。ユニバーサルスタジオとコンベンションセンター、商業施設が合体したようなイメージで考えられている。広報大使は映画俳優のジャッキー・チェンとチェ・ジウ。

### 一山湖水公園
一山新都市の南端に存在する公園、広大な敷地を持つ公園として、高陽市民のみならずソウルからも多くの人が訪れる。
韓国では自転車が一般的な乗り物として認知されていないが、湖水公園では貸自転車屋が多くあり、自転車の練習や、広大な湖を周回するレクリエーション感覚で楽しまれている。毎年、国際花の博覧会（World Flower Exhibition Koyang Korea）が行われる。会場の規模は屋内3700坪、屋外1万5000坪である。

## 歴史
- 2005年5月16日 － 一山区から一山東区が分割される。

## 下位行政区画

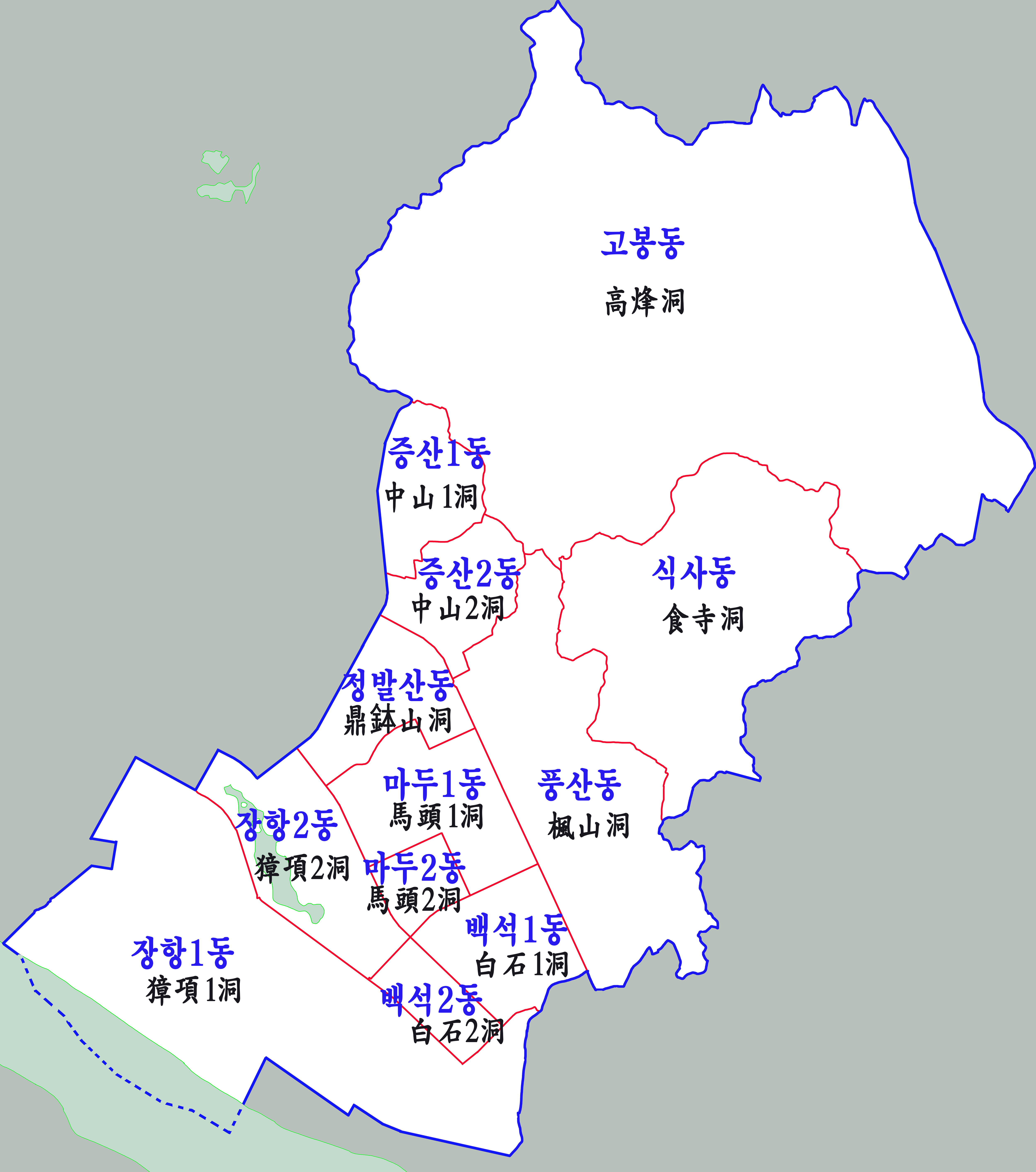
行政区域図

12洞（行政洞）からなる。法定洞は13ある。
| 行政洞                          | 法定洞                                   |
| ------------------------------- | ---------------------------------------- |
| 食寺洞（シクサ=ドン）           | 食寺洞                                   |
| 中山1洞（チュンサン=イルドン）  | 中山洞                                   |
| 中山2洞（チュンサン=イドン）    | 中山洞                                   |
| 鼎鉢山洞（チョンバルサン=ドン） | 鼎鉢山洞、獐項洞                         |
| 楓山洞（プンサン=ドン）         | 楓洞、山黄洞                             |
| 白石1洞（ペクソク=イルドン）    | 白石洞                                   |
| 白石2洞（ペクソク=イドン）      | 白石洞                                   |
| 馬頭1洞（マドゥ=イルドン）      | 馬頭洞                                   |
| 馬頭2洞（マドゥ=イドン）        | 馬頭洞                                   |
| 獐項1洞（チャンハン=イルドン）  | 獐項洞、白石洞                           |
| 獐項2洞（チャンハン=イルドン）  | 獐項洞                                   |
| 高烽洞（コボン=ドン）           | 沙里峴洞、芝英洞、雪門洞、文峰洞、城石洞 |

## 交通

### 鉄道
- 韓国鉄道公社
  - 京義線：谷山駅 - 白馬駅 - 楓山駅
  - 一山線 (3号線)：鼎鉢山駅 - 馬頭駅 - 白石駅
- 首都圏広域急行鉄道
  - A路線：キンテックス駅

## 文化・観光
- 湖水公園

## その他
大規模商業施設として鼎鉢山駅の周辺に「La festa」（ラ・フェスタ）とロッテ百貨店一山店がある。
一山湖水公園の北側には、司法修習所がある。